# Bergsittich
Der Bergsittich (Polytelis anthopeplus) ist eine Papageienart, die zur Familie der Eigentlichen Papageien gehört. Wie der Alexandrasittich zählt er zur Fauna Australiens und ist im südöstlichen und südwestlichen Australien verbreitet. Dieses disjunkte Verbreitungsgebiet existiert seit dem Beginn der letzten trockenen Eiszeit in Australien. Seitdem sind die beiden Populationen durch einen Lebensraum voneinander getrennt, der ihnen keine Überlebensmöglichkeit bietet.
Bergsittiche sind mittelgroße Papageien, die sich durch einen langen, stufigen Schwanz auszeichnen. Alle Steuerfedern sind schmal und an ihrem Ende fein zugespitzt. Das innere Steuerfederpaar überragt dabei deutlich das Nachbarpaar. Die Flügel sind lang und zugespitzt. Der Schnabel ist proportional zur Körpergröße klein und schlank. Bergsittiche weisen einen deutlich ausgeprägten Geschlechtsdimorphismus auf.

## Erscheinungsbild
Der Bergsittich erreicht eine Körperlänge von bis zu 40 Zentimeter. Bergsittiche wiegen zwischen 153 und 206 Gramm. Die Grundfärbung des Gefieders ist grün. Weibchen sind etwas blasser gefärbt als Männchen und haben kein rotes Flügelband. Der Schnabel ist auffällig rot. Die Stimme ist rau trillernd und zwitschernd.
Der Flug ist schnell und gradlinig und erinnert an den des Schildsittichs. Ihre Flugsilhouette ist stromlinienförmig und wegen des nach hinten gerichteten langen Schwanzes sowie den ebenfalls nach hinten gerichteten spitz zulaufenden Schwingen unverwechselbar. Größere Distanzen legen Bergsittiche in beachtlicher Höhe zurück. Sie sind jedoch auch geschickte Flieger, die geschickt durch die Wipfelregionen von Bäumen manövrieren.

## Lebensraum und Verhalten
Die beiden voneinander getrennten Populationen besiedeln unterschiedliche Lebensräume. Im Südosten Australiens ist der Bergsittich überwiegend in ausgedehnter Mallee-Vegetation zu finden. Als Brutbäume nutzen sie die Eukalyptuswäldchen entlang von Flussläufen. Im Südwesten Australiens dagegen bewohnen Bergsittiche eine Vielzahl bewaldeter Lebensräume. Dazu zählen offene Wälder, Galeriewälder entlang von Wasserläufen, Baumgruppen am Rand von Weideland und Agrarflächen, Mallee und Akazien-Buschwald. Sie haben sich auch urbane Lebensräume erschlossen und kommen in Parks, Gärten und auf Golfplätzen vor.
Zusammen mit dem Schildsitich gehen Bergsittiche eine parapatrische Artbildung ein.
Bei einem Teil der Population scheint es ein nomadisierendes Verhalten zu geben. Beobachtungen legen nahe, dass sie nach der Fortpflanzungszeit nahrungsreichere Regionen aufsuchen. Im Nordwesten des australischen Bundesstaates Victoria dagegen sind Bergsittiche überwiegend Standvögel. Der auf australischen Papageien spezialisierte Ornithologe Joseph M. Forshaw vermutet daher, dass es sich bei den ziehenden Vögeln um noch nicht fortpflanzungsfähige Jungvögel handelt. Etablierte Brutpaare verbleiben nach seinen Beobachtungen ganzjährig im Umkreis ihrer Bruthöhle.
Bergsittiche sind soziale Vögel, die meist paarweise oder in kleinen Trupps zu beobachten sind. außerhalb der Fortpflanzungszeit kommt es gelegentlich auch zu größeren Schwärmen. Es sind tagaktive Vögel, die in den frühen Morgenstunden sich zunächst der Gefiederpflege widmen, dann Wasserstellen aufsuchen und anschließend zu ihren Nahrungsgründen weiterfliegen. Die Nahrung suchen sie sowohl am Boden als auch auf Bäumen und Sträuchern. Sie besteht aus Samen, Nüssen, Früchten, Beeren, Blüten, Blattknospen, Grünpflanzen sowie Insekten und deren Larven.
Bergsittiche sind Höhlenbrüter. Sie bevorzugen als Brutbaum alte große Eukalyptusbäume, die in der Nähe von Gewässern stehen. Das Brutloch ist um die 4 Meter über dem Boden. Das Weibchen legt zwischen vier und sechs Eier, die Brutdauer beträgt 20 bis 21 Tage. Es gibt Konkurrenz um Nistplätze mit wilden Honigbienen.

## Haltung als Ziervogel
Der Bergsittich zählt zu den Sitticharten, die häufig als Ziervogel gehalten werden. Sie benötigen für ihr Wohlbefinden eine Voliere, wo sie mit anderen Sittichen und Vögeln anderer Vogelgruppen gemeinsam gehalten werden können. Eine gemeinsame Haltung mit Finken kann sich jedoch negativ auf die Reproduktion dieser auswirken, da Bergsittiche die Nester von Finken gerne auseinandernehmen. Die ausdauernden Flieger benötigen geräumige Volieren. In zu engen Volieren neigen sie zu Fettleibigkeit.

## Belege